# Rümelinbach
Der Rümelinbach (auch kleiner-, oberer-, hinterer Birsig oder Steinenbach genannt) ist ein im 12. und Anfang 13. Jahrhundert angelegter Kanal. Dieser liegt zwischen Binningen im Kanton Basel-Landschaft und der Stadt Basel im Kanton Basel-Stadt in der Schweiz.

## Verlauf
Der Rümelinbach wird bei der Baslerstrasse in Binningen, zwischen dem Schloss und der Einmündung der Weihermattstrasse, vom Birsig abgenommen. In einem separaten Kanal wird er linksseitig, parallel zu einem für die  Birsig erstellten etwa 280 Meter langen geschlossenen Bauwerk (Kanal aus Beton), geführt. Nach der Postgasse, beim Robinsonspielplatz, treten die beiden Gewässer wieder ans Tageslicht. Der Rümelinbach fliesst offen durch das Gebiet Schutzmatten (ehemalige Spitalmatten) in Richtung Dorenbach und Bachletten. Auf dieser Ebene am Ausgang des Birsigtals, wurde der Zoologische Garten Basel erstellt. Der Rümelinbach durchquert den Zolli seit 1874. Teils offen, teils überdeckt je nach Gestaltung der Anlage. Er speist die diversen Wasserbecken, wird für die Reinigung des Parks und der Tiere, für die Bewässerung der Pflanzen und Tränkung der Tiere genutzt. Unter dem Platz beim Zolli Haupteingang wird der Rümelinbach wieder in den Birsig abgeleitet.
Heute erinnern nur noch der Rümelinbachweg und das Steinenbachgässlein daran, dass der Rümelinbach einst ihnen folgend durch die Stadt Basel floss.

## Namensgebung
Bis Anfang 15. Jahrhundert wurden die Namen kleiner-, oberer-, hinterer Birsig, oder Steinenbach verwendet, dann begann sich der Name Rümelinbach durchzusetzen. Dass der Grund für die Namensänderung die Inbetriebnahme einer Getreidemühle eines Müllers Rümelin sein könnte ist naheliegend. Wann Rümelin seine Mühle erbaute ist jedoch nicht überliefert. Seine Mühle war im 13. Jahrhundert die einzige Getreidemühle innerhalb der Basler Stadtmauer. Rümelin versorgte Anwohner und Backstuben mit Getreidemehl. Mehl war für die Herstellung des Grundnahrungsmittels Brot und anderer Backwaren unerlässlich. Dies könnte die Obrigkeit der Stadt dazu bewogen haben in Anerkennung seiner Dienste zum Wohle der Einwohner den Kanal in Rümelinbach umzubenennen. Wie lange Müller Rümelin seine Mühle betrieben hatte und ob er diese Ehrung erlebte ist nicht überliefert.
Urkundlich belegt ist, dass im Jahre 1362 der Edelknecht Gregorius von Lörrach einen Drittel seiner Hofstatt genannt Rümelinsmühle an die Nonnen des Klosters Klingental verkaufte. Am Rümelinsplatz Nr. 1 hat das Gebäude der einstigen Mühle etwa 725 Jahre gestanden, bis es 1957 abgebrochen und durch ein Geschäftshaus mit Ladenlokal ersetzt wurde.

## Geschichte

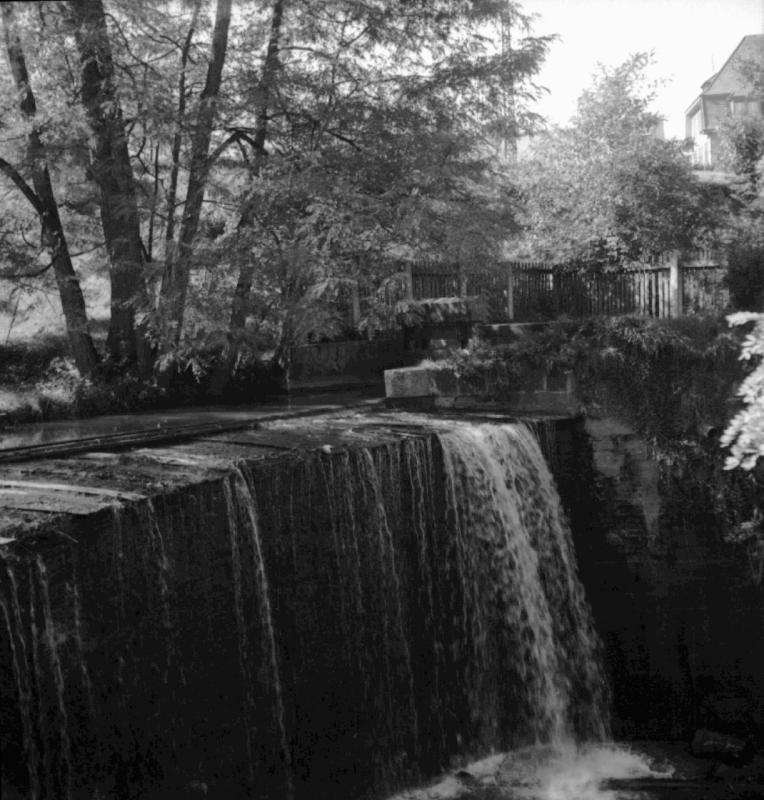
Birsig-Wuhr, im Staubecken ist der Abzweig des Rümelinbach ersichtlich, um 1940

Der Ursprung des damals als kleiner Birsig benannten Kanals geht auf das 12. Jahrhundert zurück. Eine erste Wasserentnahme aus dem Birsig wird bereits im Jahre 1193 erwähnt. Ein Hugo zur Walke betrieb die „Walkmühle“, eine Tuchwalke.
Wie beim St. Alban-Teich war auch hier beabsichtigt Gewerbebetriebe in die Stadt Basel zu locken. Dieselbe Aufgabe wurde dem im minderen Basel errichteten Riehenteich zu Grunde gelegt.
Anfang des 13. Jahrhunderts wurde im Birsig beim Binningerschutz ein Wuhr errichtet. Aus dem Staubecken konnte das Wasser für den als kleiner Birsig benannten Kanal abgeleitet werden. Er wurde durch die Spitalmatten und das Gebiet Bachletten bei der Steinenschanze in die Stadt Basel geleitet. Seit 1206 floss er durch das Steinenbachgässlein, kreuzte den inneren Stadtgraben beim Kohlenberg und folgte der Stützmauer des St. Leonhardsstiftes. Weiter ging es hinter den Häusern am Barfüsserplatz entlang. Der Leonhardsberg wurde gekreuzt. Unter den linksseitigen Häusern im Gerbergässlein verlief der Kanal bis zur Mühle des Müllers Rümelin. Nach dem Münzgässlein mündete der Kanal über zwei Arme, der Erste hinter der Hutgasse und der Zweite hinter der Sattelgasse beim Marktplatz wieder in den Birsig.

## Nutzung

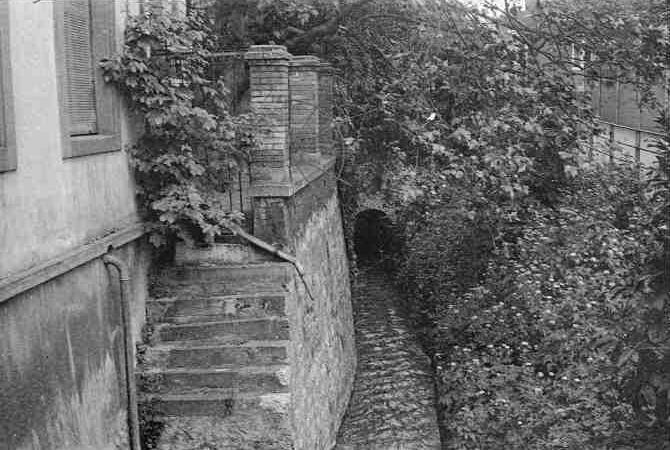
Rümelinbach am Pelikanweg in Basel, ca. 1938

Seit seiner Erstellung wurde der kleine Birsig, der spätere Rümelinbach, jahrhundertelang als Gewerbekanal genutzt. Vor der Stadt diente er der Landwirtschaft. In Stadtnähe und den neuen Gebieten in der Stadt entstanden diverse Mühlen und Stampfen. Viele Handwerker wie Färber, Gerber, Schleifer, Waffenschmiede (Sarwürker), Müller, auch Bader, liessen sich am Kanal nieder. Es entstanden Betriebe für die Herstellung von Pulver, Öl, Lohe, Tuch oder Tabak. Die Feuerwehr bezog für Brandbekämpfung, oder Abschwemmen von Unrat Wasser aus dem Kanal.
Für ihre Wohnhäuser bezogen immer mehr Liegenschaftsbesitzer über Runsen (Wasserrinnen) Wasser aus dem Kanal. Seit 1874 leitet auch der Zoo Basel das benötigte Wasser für Tiere, Reinigungen und Wasserbecken ab.

## Korporation
Die Anzahl der Wassernutzungsberechtigten (Lehensberechtigten) stieg stark an. So gründeten sie 1459 die Korporation der Wasserinteressenten des Rümelinbachs. Zwischen 1460 und 1534 stieg die Anzahl der Nutzungsberechtigten von 185 auf 218 an. Im 17. Jahrhundert gingen die gesamten Verwaltungsarbeiten an das Wasseramt über. Dieses sollte die Erteilung der Konzessionen, Betreuung alter Wasserrechte, Aufteilung der Kosten auf die Lehensinhaber, sowie das Organisieren und Kontrollieren von Instandstellungsarbeiten usw., betreuen. Das Wasseramt führte auch die Rechnung. 1789 wurde das Wasseramt verstaatlicht und 1834 dem Bauamt unterstellt. 1866 wurden über 340 Wassernutzer betreut. Bis auf das Amt des Wassermeisters wurde das Wasseramt 1874 aufgelöst. Die Anzahl der Wassernutzungs- und Lehensberechtigten war rückläufig. Die anfallenden Kosten für Unterhalts- und Reparaturarbeiten mussten auf immer weniger Nutzer aufgeteilt werden, was jeweils zu  Auseinandersetzungen führte. Das Amt des Wassermeisters wurde 1914 an den Strasseninspektor delegiert. Dieser war dem städtischen Bauamt (heute: Baudepartement) unterstellt.
In der Korporation waren zu Beginn des 20. Jahrhunderts nur noch drei Firmen vertreten. 1937 und 1938 entstanden an dem Wuhr erneut schwere Schäden durch Hochwasser. Die zu erwartende Kostenbeteiligung erachtete ein Mitglied der Korporation als zu hoch im Verhältnis zum Nutzen und schied aus. 1957 wurde die Korporation aufgelöst. Der Einwohnergemeinde, vertreten durch das Baudepartement, wurden die Rechte und Pflichten übertragen. Einziger Nutzer des Wassers aus dem Rümelinbach war nur noch der Zoologische Garten und dies seit 183 Jahren.

## Um- und Rückbau

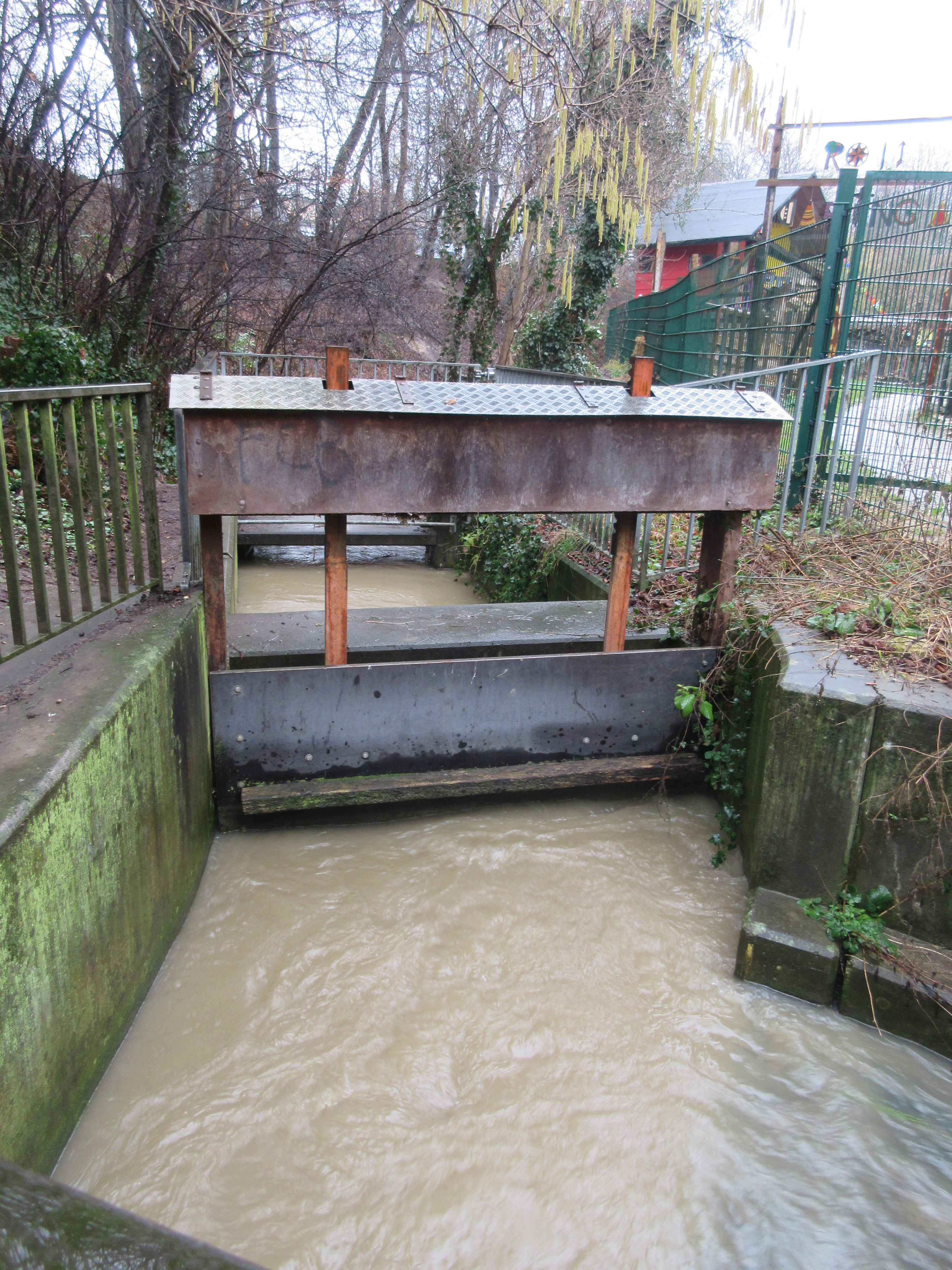
Hochwasser-Stauwehr

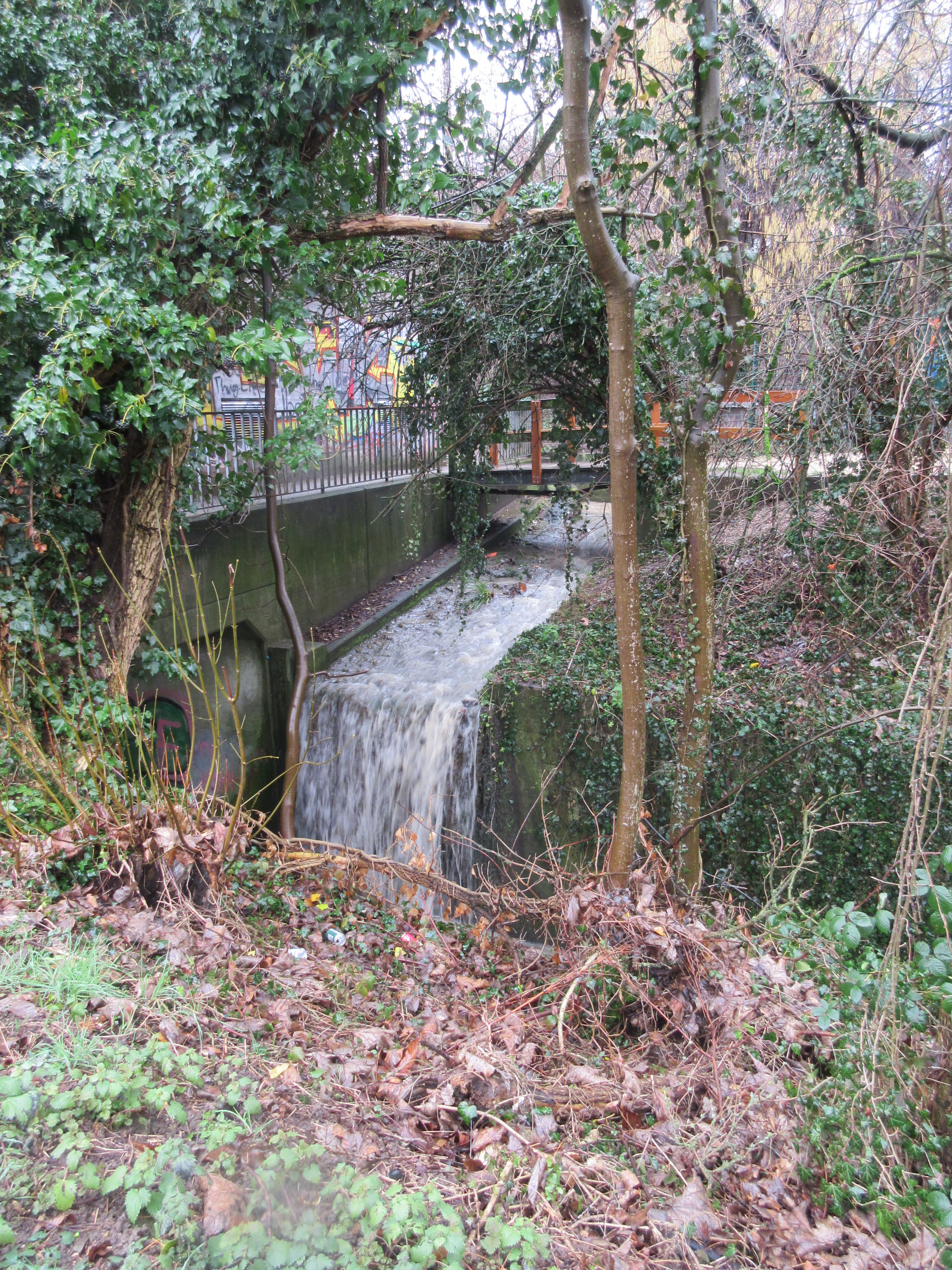
Ableitung vor dem Hochwasser-Stauwehr in den Birsig

In den Jahren 1674 bis 1677 sollte der Dorenbach ab dem Allschwiler Weiher in einem neu angelegten Kanal, welcher der Kantonsgrenze Basel-Stadt und Basel-Landschaft folgt, in den Birsig entwässert werden. Im Gebiet Schutzmatten, im Margarethental, ergab sich eine niveaugleiche Kreuzung mit dem Rümelinbach. Der Rümelinbach wurde durch einen Düker abgesenkt.
Als 1860 die Bahnstrecke Strasbourg–Basel der Compagnie du chemin de fer de Strasbourg à Bâle erstellt wurde, ergab sich eine Kreuzung Schiene - Rümelinsbach. Auch hier musste der Rümelinbach mit einem Düker untendurch.
Ab dem Binningerschutz bis zur Stadtmauer war der Rümelinbach ein offenes Fliessgewässer. In der Innenstadt musste er teilweise aus Platzgründen oder Verlegung unter Gebäuden eingedolt werden. Offen floss er durch das Steinenbachgässlein. Im Gerbergässlein und der Münzgasse musste er teilweise eingedolt werden. Über die offenen Fliessgewässer in Städten wurde Unrat, Abwässer und Fäkalien der Abtritte entsorgt, so auch über den Rümelinbach und den nahen Birsig. Diese Missstände begünstigten die Verbreitung der im Juli bis Oktober 1855 in Basel umgehenden Cholera asiatica. Erst die Typhus-Epidemie in den Jahren 1865 und 1866 veranlasste die Obrigkeit der Stadt, sich Gedanken über die Ursachen und deren Beseitigung zu machen. Die umgesetzten Versuche erbrachten jedoch nicht den erhofften Erfolg.
Die staatliche Behörde, das Bauamt, begann ab 1875 weitere Teilstücke des Rümelinbachs einzudolen. Im selben Jahr wurde der Grundstein für das Gas- und Wasserwerk Basel gelegt. Dies hatte zur Folge, dass die Anzahl der Wassernutzer am Rümelinbach stark zurückging. Die Liegenschaftsbesitzer bemühten sich um sauberes, aufbereitetes Wasser des Stadtwerkes. Dieser Wandel hatte zur Folge, dass 1905 der Rümelinbach ab dem Zoologischen Garten in die Innenstadt stillgelegt werden konnte. Unter dem Haupteingang des Zollis wurde der Rümelinbach in einem unterirdischen Kanal in den Birsig abgeleitet. Die nun noch offenen, nicht mehr benötigten Kanalteile in der Stadt wurden bis 1957 komplett eingedolt und wo erforderlich zurückgebaut.
Die immer wieder anfallenden hohen Reparaturkosten an der Wuhr durch Hochwasser und die dadurch entstehenden Versorgungsprobleme im Zolli lösten 1957 Umbauarbeiten aus, die 1961 abgeschlossen werden konnten. Das Staubecken wurde abgelassen und das Wuhr aus dem Birsig entfernt. Von der Weihermattstrasse bis zum Robinsonspielplatz wurde links der Baslerstrasse je ein 280 Meter langer Kanal für Birsig und Rümelinbach erstellt. Diese Kanäle weisen unterschiedliche Gefälle auf. Der Rümelinbach etwa 0,2 %, der Birsig etwa 1,1 %. Durch den Gefällsunterschied konnte die Höhe des ehemaligen Staubeckens erreicht werden. Somit konnte der Rümelinbach wieder in seinem angestammten Bachbett zum Zolli fliessen. Beim Austritt der beiden Gewässer aus den Kanälen wurde in den Rümelinbach ein Stauwehr eingebaut. Über dieses kann bei Hochwasser zu viel anfallendes Wasser direkt wieder in den Birsig abgeleitet werden. Dadurch kann der Zolli vor Überschwemmungen geschützt werden. Bei Niedrigwasser im Birsig kann über das Stauwehr der Wasserabfluss zum Zolli reguliert werden, um den Fischbestand im Birsig nicht zu gefährden.
In den Jahren 1996 und 1997 konnte die BLT die zwischen den Haltestellen Binningen Oberdorf und bis nach Binningen Schloss bestehende Einspurstrecke der ehemaligen BTB auf Doppelspur ausbauen. Das bestehende Gleis in der Baslerstrasse wurde ausgebaut und die neuen Gleise über den Kanal von Birsig und Rümelinbach verlegt. Dadurch konnte die Strasse entlastet und die ab Basel bestehende Doppelspurstrecke um etwa 400 Meter verlängert werden.